# Xylotoles pygmaeus
Xylotoles pygmaeus là một loài bọ cánh cứng trong họ Cerambycidae.